# Bartramia bellolioella
Bartramia bellolioella là một loài rêu trong họ Bartramiaceae. Loài này được B.H. Allen & Ireland mô tả khoa học đầu tiên năm 2007.